# Atanasia Ionescu-Albu
Atanasia Albu (născută Ionescu; n. 19 martie 1935, Ploiești – d. 1990) a fost o gimnastă română, laureată cu bronz olimpic la Roma 1960. A fost antrenoare a lotului olimpic feminin de gimnastică la Jocurile Olimpice de vară din 1976.

## Distincții
- Ordinul „Meritul Sportiv” clasa a III-a (18 august 1976) „pentru rezultatele deosebite obținute la Jocurile olimpice de vară de la Montreal – 1976, precum și pentru contribuția adusă la dezvoltarea activității sportive și la creșterea prestigiului sportului românesc pe plan internațional”[2]